# 格倫維爾 (加利福尼亞州)
格倫維爾（英語：Glenville）是位於美國加利福尼亞州克恩縣的一個非建制地區。該地的面積和人口皆未知。

## 地理
格倫維爾的座標為35°43′44″N 118°42′13″W / 35.72889°N 118.70361°W，而該地的平均海拔高度為968米（即3176英尺）。